# Hyla carthaginiensis
Rainette de Carthage
Espèce
Hyla carthaginiensis, communément appelé Rainette de Carthage, est une espèce d'amphibiens de la famille des Hylidae. Décrite en 2019, elle est génétiquement proche de Hyla meridionalis.

## Systématique
L'espèce Hyla carthaginiensis a été décrite en 2019 par Christophe Dufresnes (d), Menad Beddek (d), 
Dmitriy V. Skorinov (d), Luca Fumagalli (d), Nicolas Perrin (d), Pierre-André Crochet (d) et Spartak N. Litvinchuk (d).

## Répartition
Cette espèce vit dans les régions méditerranéennes humides du Nord-Est de l'Algérie et du Nord de la Tunisie.

## Description
L'holotype de Hyla carthaginiensis, un mâle adulte, mesure 40 mm.

## Étymologie
Son nom spécifique, composé de carthagini et du suffixe latin -ensis, « qui vit dans, qui habite », ainsi que son nom vernaculaire (« de Carthage »), font référence à la civilisation carthaginoise dont l'aire de répartition de l'espèce occupe le centre historique.

## Publication originale
- (en) Christophe Dufresnes, Menad Beddek, Dmitriy V. Skorinov, Luca Fumagalli, Nicolas Perrin, Pierre-André Crochet et Spartak N. Litvinchuk, « Diversification and speciation in tree frogs from the Maghreb (Hyla meridionalis sensu lato), with description of a new African endemic », Molecular Phylogenetics and Evolution, Academic Press et Elsevier, vol. 134,‎ 15 février 2019, p. 291-299 (ISSN 1055-7903 et 1095-9513, PMID 30776435, DOI 10.1016/J.YMPEV.2019.02.009, lire en ligne).